# Hans Hesse
Hans Hesse (* kolem 1470, činný v letech 1497 – 1539) byl německý malíř pozdní gotiky a rané renesance.

## Život
O místě narození a školení Hanse Hesse není nic známo, ze stylu malby však lze předpokládat, že získal malířské vzdělání v Norimberku (Michael Wolgemut ?). Od roku 1497 je doložena jeho práce v Sasku (Dittmannsdorf) a kolem roku 1500 už patrně pobýval ve Zwickau, kde si roku 1506 zřídil dílnu a spolupracoval s řezbářem Peterem Breuerem na oltáři pro Chemnitz. Roku 1506 se mohl zdržovat v Annabergu, kde byl muž stejného jména odsouzen za zabití. Nelze s jistotou potvrdit že se jedná o tutéž osobu.
Krátce nato se Hesse usadil v blízkém městě Annaberg, zbohatl koupí a prodejem domů a stal se váženým občanem města. Jeho dílna získala množství zakázek na oltáře v Annabergu a okolí. Po roce 1524 pracoval hlavně pro zákazníky v Čechách (Želina, Vintířov, Horní Mokropsy, Teplice). Naposled je zmíněn v dokumentech roku 1539 a předpokládá se, že toho roku zemřel.

## Dílo

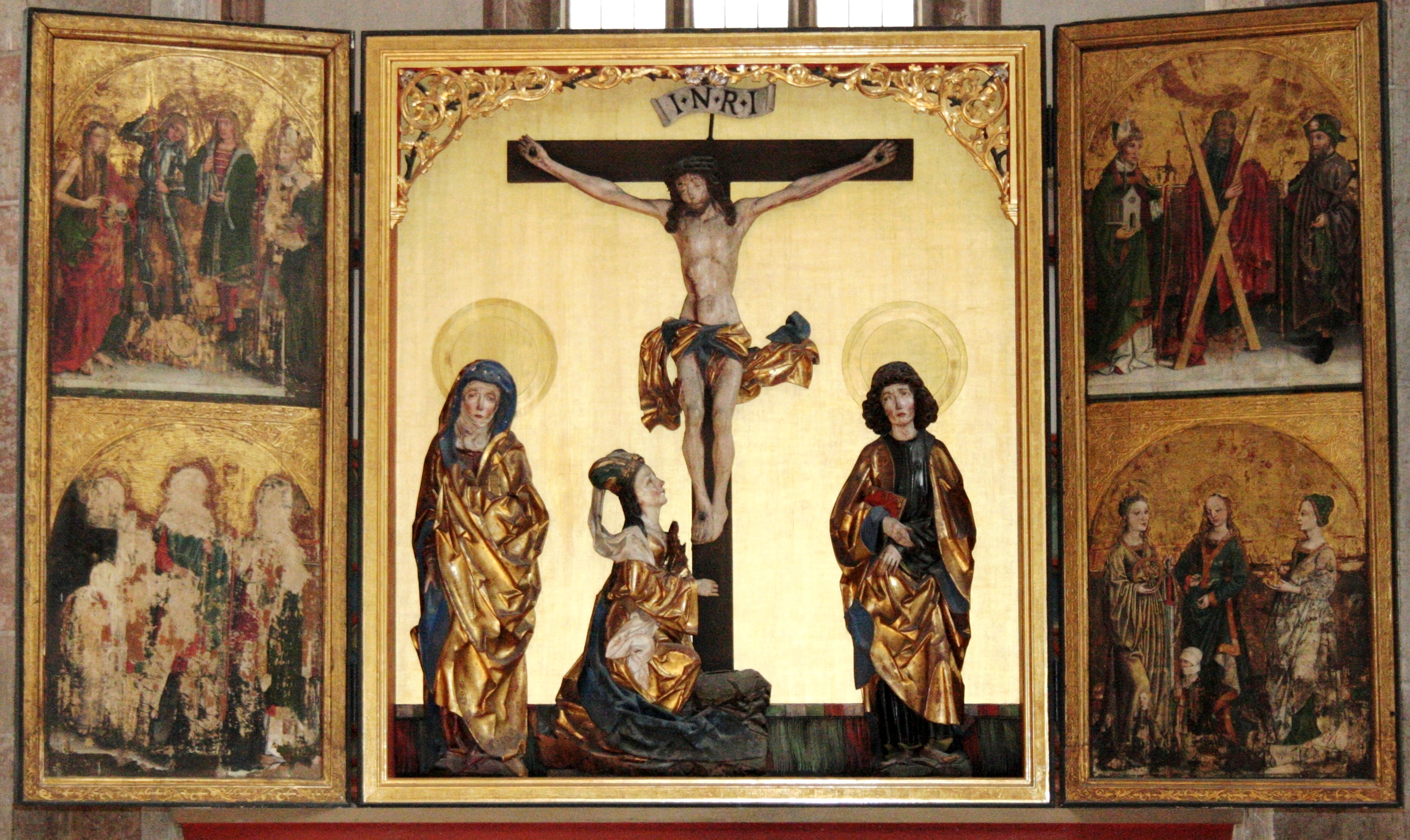
Oltář v Jakobikirche, Chemnitz

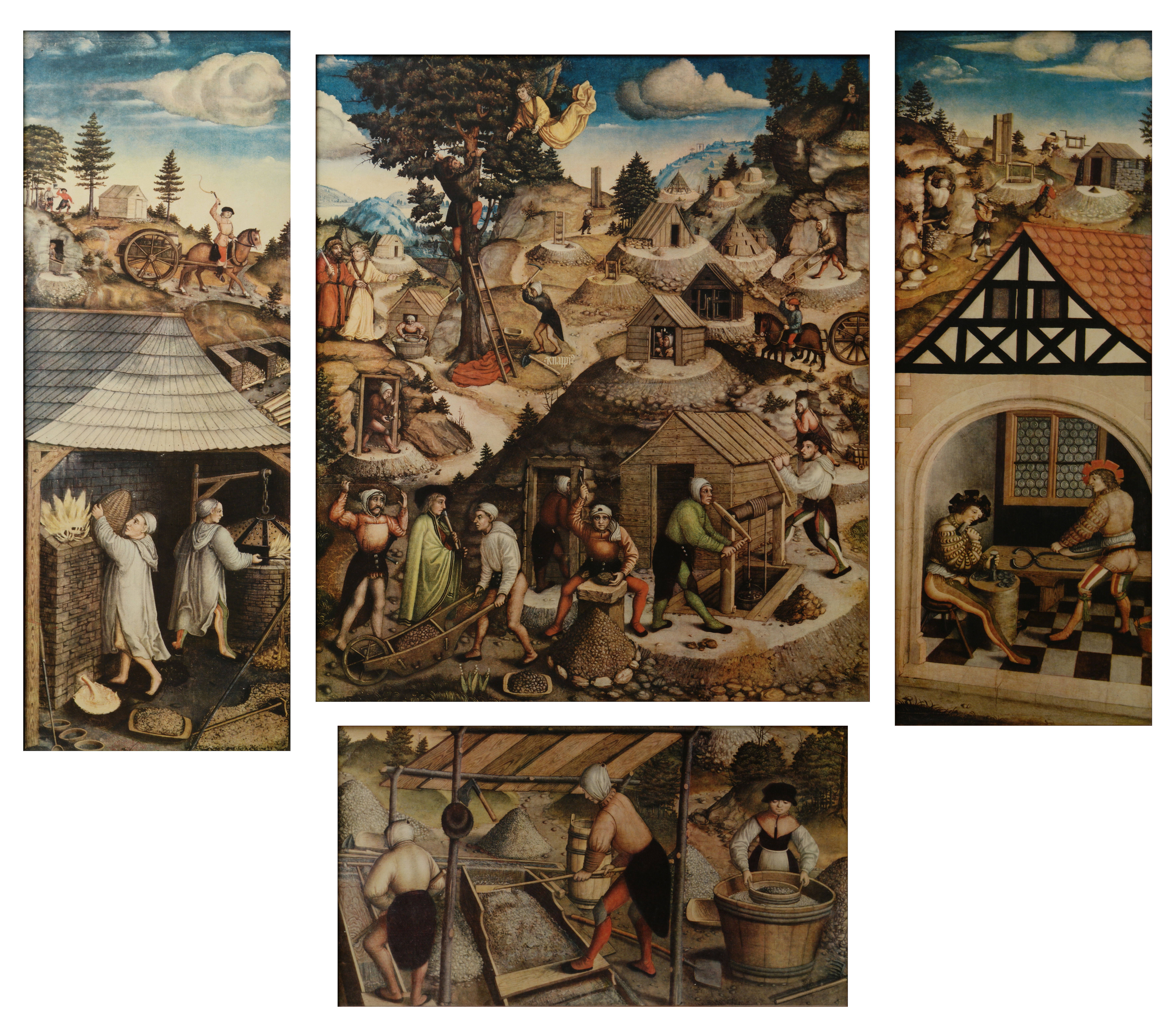
Oltář v Sankt Annen, Annaberg-Buchholz, zadní strana

Prvním doloženým dílem Hanse Hesse je oltářní triptych pro kostel v Dittmannsdorfu, který byl postaven v letech 1150-1250 jako poutní kostel na česko-saské stezce. Na centrálním panelu je Svatá Trojice, na levém křídle Panna Maria a sv. Jeroným, na pravém sv. Anna Samotřetí a sv. Jan z Patmosu.
Roku 1505 byl vysvěcen hlavní oltář kostela Johanniskirche v Saské Kamenici, na kterém Hesse spolupracoval s Peterem Breuerem. Oltář je nyní umístěn v hlavním městském kostele Jakobikirche (St. Jakobi) v Saské Kamenici.
Nejznámějším dílem Hanse Hesse je zadní strana tzv. Horního oltáře (Bergaltar) v Annabergu, kde je na několika panelech velmi realisticky znázorněna těžba rud, jejich zpracování a výroba mincí. Obrazy mají reálnou perspektivu a barevnou diferenciaci prostorových plánů od hnědí v popředí po modré hory v dálce. Na přední straně gotického oltáře jsou vyřezávané scény Umučení Krista a malované výjevy ze života Panny Marie.

### Známá díla
- 1497 Oltářní triptych Svaté trojice, Dittmannsdorf
- 1498 Malovaná okna, kostel Neumark, Plauen
- 1500 Epitaf Baldassara Teufela, Dom Sankt Marien, Zwickau
- 1503 Madona na půlměsíci, Marienkirche Zwickau (nyní Schlossbergmuseum, Chemnitz)
- 1503 Madona na půlměsíci, epitaf rodiny Gülden, Meissen, Albrechtsburg (nyní státní sbírky Drážďany)
- 1505 Křídla bývalého hlavního oltáře Johanniskirche (nyní Schlossbergmuseum, Chemnitz)
- 1505 Křídlový oltář Johaniskirche (nyní v Jakobikirche), Chemnitz, s řezbářem Peterem Breuerem
- 1501 Pieta, Jakobikirche, Goslar
- 1513 Hlavní oltář, evangelická farnost a bývalý Kolegiátní kostel Panny Marie, Chemnitz-Ebersdorf
- 1515 Wolfgangův oltář (Wolfgangsaltar), St.-Katharinen-Kirche, Annaberg-Buchholz[2]
- Sv. Kateřina, pravděpod. část epitafu zakladatele Gurlitta, kostel sv. Anny (Sankt Annen), Annaberg-Buchholz
- 1515/20 Oltář rodiny Pflugk (Panna Maria na půlměsíci, sv. Kateřina s rodinou Pflugk), kostel sv. Anny (Sankt Annen), Annaberg-Buchholz
- 1520/22 Annaberský oltář, kostel sv. Anny (Sankt Annen), Annaberg-Buchholz
- 1522 Pašijový cyklus, celkem dvanáct desek oltáře, proboštský kostel Narození Panny Marie, Roudnice nad Labem[3]
- 1523/24 Bývalý hlavní oltář františkánského kostela, Annaberg-Buchholz
- po 1524 Oltář sv. Barbory (dílna Hanse Hesse), původně kostel sv. Vavřince v Želině, nyní Oblastní muzeum v Chomutově[4]
- po 1524 Oltář z Vintířova (Podunajská škola, okruh H. Hesse ?), kostel sv. Markéty ve Vintířově, nyní kostel Nanebevzetí Panny Marie v Mostě[5]
- 1530 Predela s postavami evangelistů (Predela Švihovských), Národní galerie v Praze[6]
- kolem 1530 Oltářní křídla se sv. Petrem, sv. Kateřinou, sv. Barborou, sv. Pavlem (okruh H. Hesse), kostel sv. Václava v Libkovicích, nyní Regionální muzeum v Teplicích[7]